# قش
| link = | هذه المقالة يمكن توسيعها اعتمادا على الترجمة في ويكيبيديا الإنجليزية. اضغط [هنا] للتعليمات. - تُعدُّ الترجمةُ الآليةُ من كوكل بمثابةِ نقطةِ انطلاقٍ مُفيدةٍ للترجمات، ولكن يَجبُ على المُترجمينَ مُراجعةُ الأخطاءِ الّتي قد تُصاحبُ الترجمةَ حسبَ الضرورة، والتأكيد على دقةِ الترجمة، بدلاً من مجردِ نسخِ النصِّ المُترجمِ آلياً إلى ويكيبيديا. - لا تُترجمِ النصَّ الذي يبدو غيرَ موثوقٍ أو مُنخفضَ الجودة. تَحقِّقْ من النص بالتأكدِ من المَراجعِ الواردةِ في المقالةِ باللغةِ الأجنبية «إذا كان ذلك مُمكناً». - يجب إضافة قالب {{صفحة مترجمة}} بعد الترجمة إلى صفحة نقاش المقالة لضمان الامتثال لحقوق النشر. - لمزيد من الإرشاد، انظر ويكيبيديا:ترجمة مقالات إلى العربية. |

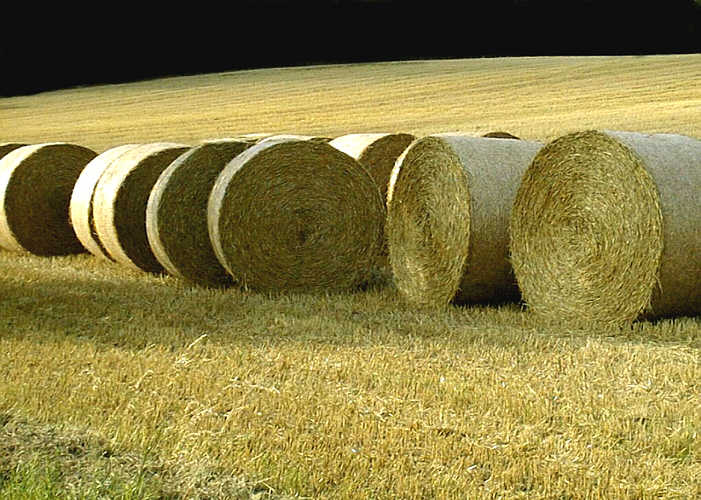
قش

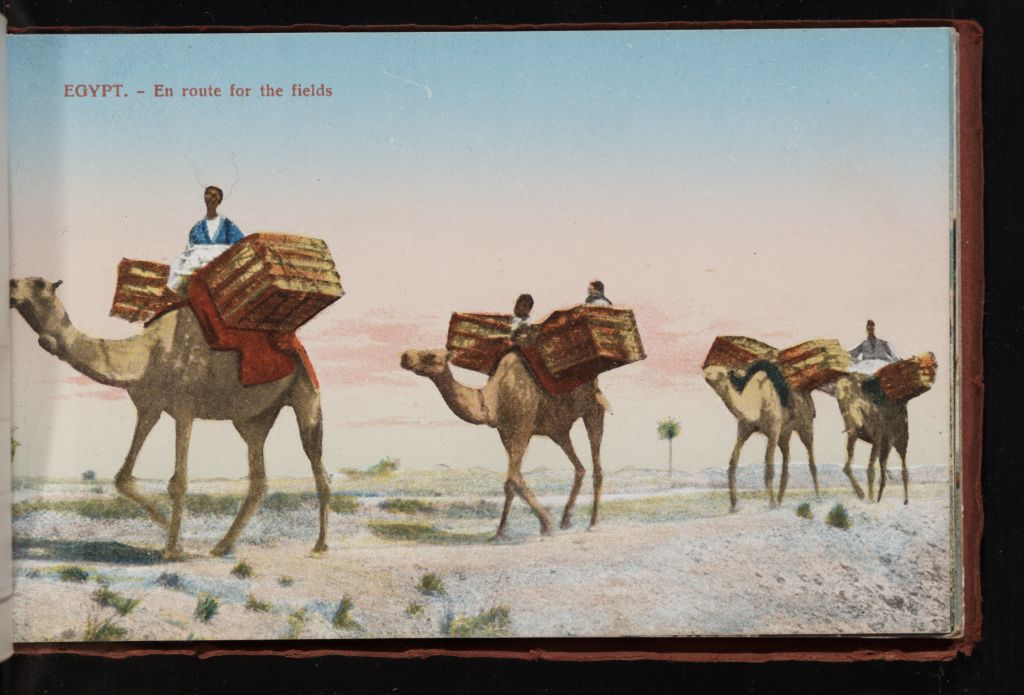
نقل القش بالجمال في مصر قديما

القش (بالإنجليزية: Straw)‏ منتجٌ زراعي ثانوي، حيث يتكون القش من السيقان الجافة الباقية من محاصيل الحبوب، بعد إزالة الحبوب والبذور منها. القش يشكل نحو نصف إنتاج المادة الجافة لمحاصيل الحبوب مثل الشعير الشوفان والأرز و القمح.

## استخدامات القش
- يستخدم أحياناً كعلف للحيوانات.
- يستخدم القش أحياناً في صناعة الوقود الحيوي مثل الإيثانول السليولوزي.